# Umwelt- und Wasserwirtschaftsfonds
Der Umwelt- und Wasserwirtschaftsfonds ist eine als Fonds des öffentlichen Rechts organisierte Einrichtung zur finanziellen Unterstützung von kommunalen Umweltschutzaufgaben.
Der Fonds wurde durch die Zusammenlegung des Wasserwirtschaftsfonds und des Umweltfonds im Jahr 1987 errichtet. Man wollte dabei Synergien nutzen, um auch dem Umweltfonds mehr Mittel zur Verfügung stellen zu können, da der Wasserwirtschaftsfonds wesentlich höher dotiert war als der Umweltfonds. So konnten in den Jahren 1980–1987 vom Wasserwirtschaftsfonds ca. 6 Milliarden Schilling (ca. 440 Millionen Euro) als Förderung ausbezahlt werden, während der Umweltfonds nur ein Zehntel davon erreichte.
Der Wasserwirtschaftsfonds wurde im Jahr 1959 gegründet und war beim Bundesministerium für Bauten und Technik angesiedelt. Aufgabe war die Finanzierung von Wasserversorgungs- und -entsorgungsanlagen von Gemeinden oder öffentlichen Körperschaften wie Wassergenossenschaften etc.
Der Umweltfonds wurde wesentlich später, nämlich 1984 beim Bundesministerium für Gesundheit und Umweltschutz eingerichtet. Dieser diente als Sanierungsinstrument in den Bereichen Luftreinhaltung, Lärmschutz sowie Vermeidung und Verwertung von gefährlichen Abfällen, und um die Anpassung von alten betrieblichen Anlagen an den Stand der Technik finanziell zu unterstützen.
In den Jahren 1991 und 1992 kamen zusätzliche Aufgaben hinzu. So wird beispielsweise die Altlastensanierung gefördert. Durch immaterielle Förderungen werden auch Umweltschutzmaßnahmen in Tschechien, Slowakei, Ungarn und Slowenien unterstützt.
Finanzierungen werden durch die Kommunalkredit Austria abgewickelt.